# Mersuanch
Mersuanch war ein altägyptischer Beamter, der in der ersten Hälfte der 5. Dynastie (um 2450 v. Chr.) lebte. Er ist vor allem von seiner Mastaba in Gizeh bekannt, in der sich eine Reihe von gut erhaltenen Statuen fand, die ihn und Familienmitglieder darstellen. Mersuanch trug diverse Titel, die zum Teil sonst kaum belegt sind und deren Übersetzung deshalb nicht immer unproblematisch ist. Mersuanch war Freund des Rawer, Vorsteher der jungen Männer des Palastes, Vorsteher aller Besitzungen des Inneren und Äußeren und Inspektor der Totenpriester.
Seine Mutter war die Vorsteherin der Weberinnen des Palastes Rudsaues. Iimeret und Hathorwer waren seine Töchter. Chenu, Chumhesef und Ptahneferseschem werden in seiner Mastaba als Söhne genannt. Der Name seiner Frau ist nicht überliefert.
Seine Mastaba ist ein eher bescheidener Bau. Nur einzelne Bauteile der Kultkapelle sind mit Inschriften dekoriert. Aus der Grabanlage stammt eine Reihe gut erhaltener Statuen. Eine Statuengruppe zeigt dreimal Mersuanch, einmal stehend, zweimal sitzend. Eine weitere Statue zeigt eine Bierbräuerin. Eine Doppelstatue stellt Mersuanch zweimal stehend dar. Eine weitere Doppelstatue zeigt einen Mann und eine Frau. Die Skulptur ist unbeschriftet. Eine Dreiergruppe zeigt in der Mitte Mersuanch und links und rechts jeweils eine Tochter. Eine Doppelstatue zeigt Mersuanch und seine Gemahlin. Die Statue ist nicht gut erhalten. Vor allem die Torsi fehlen heute. Eine weitere Statue zeigt einen stehenden Mann. Die Statue ist unbeschriftet.